# Лаврентьєво (Міжріченський район)
Лавре́нтьєво (рос. Лаврентьево) — присілок у складі Міжріченського району Вологодської області, Росія. Входить до складу Ботановського сільського поселення.

## Населення
Населення — 12 осіб (2010; 20 у 2002).
Національний склад (станом на 2002 рік):
- росіяни — 95 %